# Gerbod il Fiammingo
Gerbod il Fiammingo, conte di Chester (1030 circa – 1071 circa), è stato un nobile fiammingo, patrocinatore per via ereditaria dell'abbazia di San Bertino situata a Saint-Omer, una volta in territorio fiammingo e ora appartenente alla Francia. Venne nominato Conte di Chester nel 1070.

## Il conte e il monaco
Gerbod di Oosterzele nacque in data imprecisata, forse attorno al 1030 da un certo Gerbod anch'egli patrocinatore ereditario dell'abbazia di San Bertino. Fra i quattordici proprietari terrieri in capo delle Fiandre presto Gerbod divenne uno dei più importanti, la sua famiglia era infatti tenutaria delle signorie di Oosterzele e Sheldewindeke oltre che della sovranità di Arques e dei territori ad est di Saint-Omer. Nel 1066 Gerbod era al servizio di Guglielmo il Conquistatore ed è plausibile che abbia partecipato alla battaglia di Hastings combattuta nello stesso anno. Fra il 1067 e il 1070 venne creato Conte di Chester arrivando a detenere gran parte della contea, oltre alla città di Chester, che andarono a formare la Contea palatina di Chester. Suo fratello Frederic divenne proprietario terriero in capo dell'East Anglia, mentre sua sorella Gundred andò in moglie a Guglielmo I di Warenne, la cui residenza principale era Castel Acre, nel Norfolk. Prima del 1070 il contado di Gerbod era decisamente più ampio, ma quando il Cheshire venne ridotto nelle sue dimensioni per volere di Guglielmo il Conquistatore a Gerbod rimase, il comunque ampio, contado di Chester.
Il cronista Orderico Vitale scrisse che Gerbod si trovò presto tormentato sia dagli inglesi che dai gallesi e che per questo non gli dovette essere sgradito il ritorno nelle Fiandre nel 1070, viaggio che potrebbe essere stato dovuto anche alla morte di Baldovino VI di Fiandra e alla susseguente guerra civile che si scatenò.
Nel febbraio 1071 combatté nella battaglia di Cassel e, sempre secondo Orderico, venne catturato e il suo contado rimase vacante tanto che Guglielmo lo donò ad Ugo d'Avranches.
Se alcune cronache lo vogliono morto in prigionia quello stesso anno altre fonti, sia inglesi che normanne dissentono arrivando a sostenere che egli non fu affatto preso prigioniero, ma che, dopo l'uccisione, forse accidentale, del suo signore Arnolfo III di Fiandra, nel corso dello scontro, egli si recò a Roma per ottenere il perdono. Papa Gregorio VII lo spedì quindi presso l'abate Ugo di Cluny che gli permise di vivere all'abbazia come monaco.
Prima di prendere i voti Gerbod era stato sposato con una donna di nome Ada da cui ebbe almeno tre figli:
- Arnulf III di Oosterzele-Scheldewindeke
- Gerbod III di Oosterzele-Scheldewindeke
- Albert di Scheldewindeke.